# United Nations Standard Products and Services Code
Le United Nations Standard Products and Services Code (UNSPSC) est un système de codage à huit chiffres pour classifier à la fois les produits et les services dans les systèmes de commerce électronique. C'est une nomenclature de plus de vingt mille catégories, avec une structure hiérarchique à quatre niveaux : « Segment », « Famille », « Classe » et « Produit » (commodity) .

## Historique
L'UNSPSC a été mis au point par le Programme des Nations unies pour le développement et Dun & Bradstreet Corporation en 1998. La version actuelle (24.0301 au 28 juillet 2022) possède près de cinquante mille références.

## Utilisation
En utilisant l'UNSPSC, les entreprises de toutes dimensions et de toutes régions peuvent communiquer de manière plus précise et plus efficace des informations relatives aux produits et aux services.
Dans ses dernières versions, la nomenclature est diffusée dans un format technique adapté au Web sémantique grâce à la formalisation en ontologies (par des schémas OWL et RDF).

## Disponibilité
Le système de codes est disponible en plusieurs langues : anglais, français, allemand, espagnol, italien, japonais, coréen, néerlandais, danois, chinois et portugais. Les versions PDF peuvent être téléchargées gratuitement depuis le site internet de UNSPSC.org. Des versions Excel sont aussi disponibles contre paiement.